# سیارک ۱۷۰۷۷
سیارک ۱۷۰۷۷ (به انگلیسی: 17077 Pampaloni، نامگذاری:1999HY2) هفده هزار و هفتاد و هفتمین سیارک کشف شده‌است که در ۲۵ آوریل ۱۹۹۹ کشف شد.
قدر مطلق سیارک برابر ۱۳.۵ است.